# Ministério da Saúde (Portugal)
O Ministério da Saúde (MS) é o departamento do Governo de Portugal, responsável por definir e conduzir a política nacional de saúde, garantindo uma aplicação e utilização sustentáveis de recursos e a avaliação dos seus resultados.
A atual ministra da Saúde é Ana Paula Martins.

## Cronologia
- 1958 - 1973: Ministério da Saúde e Assistência
- 1973 - 1974: Ministério da Saúde
- 1974 - 1983: Secretaria de Estado da Saúde do Ministério dos Assuntos Sociais
- 1983 - atual: Ministério da Saúde

## XXIV Governo Constitucional
De acordo com a Lei Orgânica do XXIV Governo Constitucional, o Ministério da Saúde integra os seguintes membros do Governo:
- Ministro da Saúde - Ana Paula Martins
  - Secretário de Estado da Saúde - Ana Povo
  - Secretária de Estado da Gestão da Saúde - Cristina Vaz Tomé